# R136a1
R136a1 – gwiazda Wolfa-Rayeta typu widmowego WN o masie równej 265+80−35M☉. Znajdująca się w gromadzie R136, w mgławicy 30 Doradus (Tarantula), w Wielkim Obłoku Magellana.
Jest to obecnie (sierpień 2013) najmasywniejsza i najjaśniejsza znana gwiazda. Intensywnie traci ona materię na skutek emisji wiatru gwiazdowego. Odkrywcy szacują, że w chwili powstania mogła mieć masę sięgającą 320 mas Słońca. Jej całkowita jasność jest 8,7 mln razy większa od jasności Słońca.

## Historia odkrycia
W roku 1960 grupa astronomów pracujących w Obserwatorium Radcliffe w Pretorii dokonała systematycznych pomiarów jasności i widm jasnych gwiazd w Wielkim Obłoku Magellana. Wśród skatalogowanych przez nich obiektów znalazła się, pod numerem R136, centralna „gwiazda” mgławicy 30 Doradus, w katalogu HD oznaczona numerem HD 38268. W uwagach do tej obserwacji zaznaczono, że obiekt jest „prawdopodobnie złożony”. Późniejsze obserwacje pokazały, że R136, położony w centrum gigantycznego obszaru H II tworzącego mgławicę, jest ośrodkiem intensywnego tworzenia gwiazd, w bezpośrednim jego sąsiedztwie zaobserwowano bardzo młode (poniżej 10 mln lat) gwiazdy. 
W roku 1979 za pomocą 3,6-metrowego teleskopu obserwatorium ESO udało się rozdzielić obraz R136 na trzy obiekty, oznaczone R136a, R136b i R136c. Dokładna natura najjaśniejszego z nich, R136a, pozostawała jednak niewyjaśniona i była obiektem intensywnych dyskusji, przypuszczano, że może to być bardzo gęsta gromada gwiazd albo młoda supermasywna gwiazda o masie kilku tysięcy mas Słońca. Wiadomo było, że obiekt jest zwarty (o rozmiarach mniejszych od 0,4 pc), niezwykle jasny i praktycznie samodzielnie odpowiedzialny za całą jonizację mgławicy.
Pierwszego obserwacyjnego dowodu na to, że R136a jest istotnie gromadą gwiazd, dostarczyli Weigelt i Beier w roku 1985. Stosując technikę interferometrii plamkowej wyróżnili oni 8 gwiazd składających się na R136a, nadając im oznaczenia od R136a1 do R136a8. Ostateczne potwierdzenie natury R136a przyszło po wystrzeleniu Kosmicznego Teleskopu Hubble'a. Na uzyskanych dzięki niemu zdjęciach można było bezpośrednio rozróżnić kilkadziesiąt gwiazd wchodzących w skład gromady i zmierzyć widma największych z nich. Okazały się one dla astronomów zaskakujące – widma były podobne do widm klasycznych gwiazd Wolfa-Rayeta, ale należały ewidentnie do obiektów dużo młodszych od typowych gwiazd W-R i zawierających więcej wodoru.
W roku 2010 zespół astronomów kierowany przez Paula Crowthera z Uniwersytetu w Sheffield z Wielkiej Brytanii dokonał precyzyjnych obserwacji najjaśniejszych gwiazd należących do R136. Do obserwacji użyty został Teleskop VLT należący do Europejskiego Obserwatorium Południowego (ESO). Naukowcy korzystali również z archiwalnych danych z Kosmicznego Teleskopu Hubble'a. Mierzono widma i jasności czterech najjaśniejszych gwiazd w gromadzie (wszystkich tego samego typu widmowego WN5h): R136a1, R136a2, R136a3 i R136c. Analiza tych pomiarów z użyciem modeli ewolucji gwiazd pokazała, że są to młode gwiazdy, których masy łamią granicę 150 mas Słońca, uważaną dotychczas za górną granicę masy gwiazdy (tzw. granica Eddingtona). Najmasywniejszą i najjaśniejszą okazała się R136a1.

## Własności
Wiek gromady R136, a więc i wchodzących w jej skład gwiazd, wynosi 1,7±0,2 mln lat. Obecna masa R136a1 wynosi ok. 265 mas Słońca. Gwiazda traci przez wiatr gwiazdowy ok. 0,005% masy Słońca na rok. Jej początkowa masa została oszacowana na podstawie analizy modelowej na 320 mas Słońca. Rozmiar gwiazdy to około 35 promieni Słońca. Temperatura powierzchni wynosi 53000±3000 K, oznacza to, że ogromna większość energii gwiazdy jest wypromieniowywana w zakresie ultrafioletowym. Całkowita wypromieniowywana energia jest około 8,7 mln razy większa od energii promieniowania Słońca.
Odkrywcy nie wykluczają, że R136a1 może być w rzeczywistości układem podwójnym. Jednak nawet jeżeli tak jest, to musi być to układ o znacznej różnicy mas pomiędzy obydwoma składnikami, w przeciwnym razie bowiem byłby źródłem silnego promieniowania rentgenowskiego powstającego w zderzeniu wiatrów gwiazdowych obydwu składników. Tak więc nawet ewentualna podwójność R136a1 nie zmienia wniosku, że jej główny składnik jest niezwykle masywny.